# Fackla
För andra betydelser, se Fackla (olika betydelser).

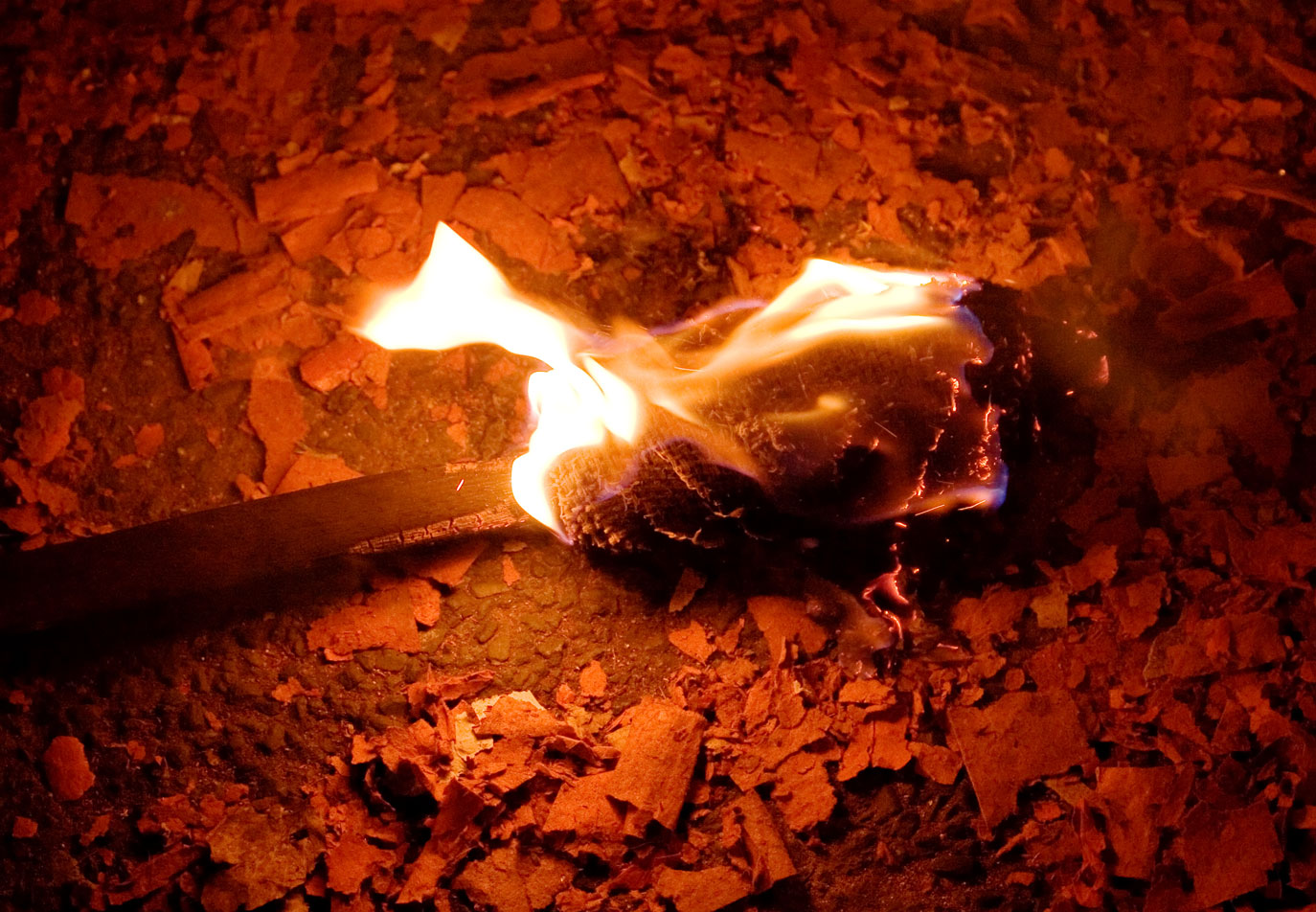
En brinnande fackla.

En fackla är ljuskälla bestående av en brinnande/glödande trästav. Facklor har numera i stort fallit ur bruk, men förekommer ceremoniellt, bland annat för manifestationer och den olympiska elden. Facklor användes i all äldre tid, sedan människan började bruka elden.
Moderna facklor består av en smal cylinder av flera lager vaxat papper med ett handtag av en rundstav av trä nedtill. En fackla av denna typ brinner omkring en timme beroende på vindförhållanden. Bitar av brinnande papper kan lossna från facklan vilket gör den lämpligast att använda under vinterhalvåret.

## Fackla som symbol
Facklan används som tecken på upplysning och frihet, bland annat av Frihetsstatyn i New York. I svensk statlig heraldik har facklan använts som symbol för undervisning (i Skolöverstyrelsens vapen), forskning (i Totalförsvarets forskningsinstituts vapen) och underrättelsetjänst (Försvarsmaktens underrättelse- och säkerhetscentrum).
En fackla med svenska flaggan var tidigare Sverigedemokraternas partisymbol.